# Rivière Villemontel
Rivière Villemontel är ett vattendrag i Kanada.   Det ligger i provinsen Québec, i den sydöstra delen av landet, 400 km nordväst om huvudstaden Ottawa.
I omgivningarna runt Rivière Villemontel växer i huvudsak blandskog. Runt Rivière Villemontel är det mycket glesbefolkat, med 4 invånare per kvadratkilometer.